# Desmosorus oncidii
Desmosorus oncidii är en svampart som beskrevs av Ritschel, Oberw. & Berndt 2005. Desmosorus oncidii ingår i släktet Desmosorus, ordningen Pucciniales, klassen Pucciniomycetes, divisionen basidiesvampar och riket svampar.   Inga underarter finns listade i Catalogue of Life.